# Cerca de ti (álbum de Lucía Méndez)
Cerca de ti es el título del sexto álbum de estudio grabado por la cantante y actriz mexicana Lucía Méndez.
Fue lanzado al mercado bajo la compañía discográfica Ariola en 1982.
Los sencillos extraídos de esta producción discográfica son: Atada a nada, Culpable o inocente y ¿Qué clase de hombre eres tú?.

## Lista de canciones
1. Atada a nada
2. Te tengo en mis manos
3. Culpable o inocente
4. Ni una semana más (Camilo Blanes-Sergio Fachelli)
5. Escúchame
6. Contigo o sin ti
7. ¿Qué clase de hombre eres tú?
8. Amiga mía
9. Amo todo de ti
10. Don't tell my mama (F. Arbex)

Letra y música: Camilo Blanes, excepto lo señalado
Arreglos y dirección musical:
1,9.Alejandro Monroy
4,5,8,10 Trevor Bastow-Camilo Blanes,
3,6,7.Juan Carlos Calderón-Camilo Blanes
- Grabado y mezclado por: Trevor Hallesy-Joaquín Torres
- Estudio de grabación : Torres Sonido,(Madrid),(España).

Round House,(Londres),(Inglaterra)
Cherokee (Los Ángeles),(California),(EE. UU.).

## Videoclips
- Culpable o inocente
- ¿Qué clase de hombre eres tú?
- Contigo o sin ti
- Escúchame

- Datos: Q5063931